# إيفي ليفان
إيفي روز ليفان (من مواليد 20 يناير 1987) هي مغنية وكاتبة أغاني وعارضة وممثلة أمريكية من بنتونفيل، أركنساس. بعمر 16، انتقلت ليفان إلى لوس أنجلوس لمتابعة مهنة الموسيقى، وأخيراً وقعت عقداً مع شيريتري ريكوردز و إنترسكوب ر.يكوردز[2]

## حياتها المبكرة
ولدت ليفان في تلسا، أوكلاهوما، ونشأت في بنتونفيل، أركنساس. انتقلت المغنية إلى لوس أنجلوس مع والدتها عندما كان عمرها 16 سنة لمتابعة مهنة الموسيقى.  من هذه التجربة، تقول ليفان «كنت أعرف فقط أنني بحاجة إلى الخروج من هناك بأسرع ما يمكن، لذا قبل أسبوعين من تخرجي من المدرسة الثانوية، أقلعت إلى لوس أنجلوس مع ماما». بعد تجربتها لأنماط موسيقية مختلفة، بدأت ليفان في استخدام نشأتها الجنوبية كإطار مرجعي، يمكن العثور على هذا التأثير في موسيقاها. خلال حياتها المهنية، عملت ليفان مع العديد من الفنانين المشاهير منهم  بن وينمان منديلينجر إسكيب بلان، وتومو ميليتشيفيتش من 30 سكوندز تو مارس، وستينغ ودبلو.

## التأثر الفني
ليفان تأثرت فنياً ب:  تينا تيرنر، وماريا كاري، وراي تشارلز، ومادونا، بيونسيه. يطلق على أسلوبها الموسيقي أحيانًا اسم «سوامب-هوب»، وهو مزيج من الموسيقى السول والسينث.وقد تم مقارنة صوت ليفان باستمرار بصوت كريستينا أغيليرا من قبل العديد من نقاد الموسيقى.

## الأفلام والمسلسلات والبرامج
| العنوان                                                     | السنة | الدور                 | ملاحظات أخرى      |
| ----------------------------------------------------------- | ----- | --------------------- | ----------------- |
| Drop Dead Gorgeous                                          | 2010  | سينثيا باريس          | الدور الرئيسي     |
| 90210 (مسلسل)                                               | 2013  | مغنية                 | الموسم 5, الحلقة2 |
| Mob Wives                                                   | 2013  | مغنية                 | الموسم 4          |
| The Drama Queen                                             | 2014  | مغنية                 | الموسم 2          |
| بانشي                                                       | 2014  | مغنية                 | العرض الأول       |
| العرض المتأخر مع ديفيد ليترمان                              | 2014  | ضيفة مميزة            | ظهور تيلفيزوني    |
| The Rocky Horror Picture Show: Let's Do the Time Warp Again | 2016  | Trixie, the Usherette | فيلم تيلفيزوني    |

## وصلات خارجية
- الموقع الرسمي
- إيفي ليفان على موقع IMDb (الإنجليزية)
- إيفي ليفان على موقع ميوزك برينز (الإنجليزية)
- إيفي ليفان على موقع أول ميوزيك (الإنجليزية)
- إيفي ليفان على موقع ديسكوغز (الإنجليزية)
- إيفي ليفان على موقع قاعدة بيانات الفيلم (الإنجليزية)
- http://www.twitter.com/ivylevan/ على تويتر.